# Marnaviridae
Marnaviridae ist die Bezeichnung einer Familie von  positiv-einzelsträngigen RNA-Viren in der Ordnung Picornavirales.
Die erste Art (Spezies) dieser Familie, die isoliert wurde (und daher die Typusart der Familie darstellt), ist das Heterosigma akashiwo RNA-Virus (HaRNAV) in der Gattung Marnavirus,
das die toxische, blütenbildende Raphidophyten-Alge Heterosigma akashiwo infiziert.
Auf Basis von DNA-Sequenzierungen wurden weitere zwanzig marine RNA-Virusspezies in die Familie aufgenommen, verteilt auf sechs Gattungen.
HaRNAV wurde aus dem Wasser in der Straße von Georgia in British Columbia (Kanada) isoliert, aus einer konzentrierten Virusansammlung mit dem Wirt Heterosigma akashiwo (NEPCC 522).
HaRNAV darf nicht mit anderen Viren verwechselt werden, die diesen Wirt infizieren, wie z. B. dem dsDNA-Virus Heterosigma akashiwo virus 01 (HaV-1, mit Isolat HaV53) aus der Gattung Raphidovirus oder dem „Heterosigma akashiwo Nuclear Inclusion Virus“ (HaNIV, Vorschlag, ?Gattung Protobacilladnavirus).

## Beschreibung

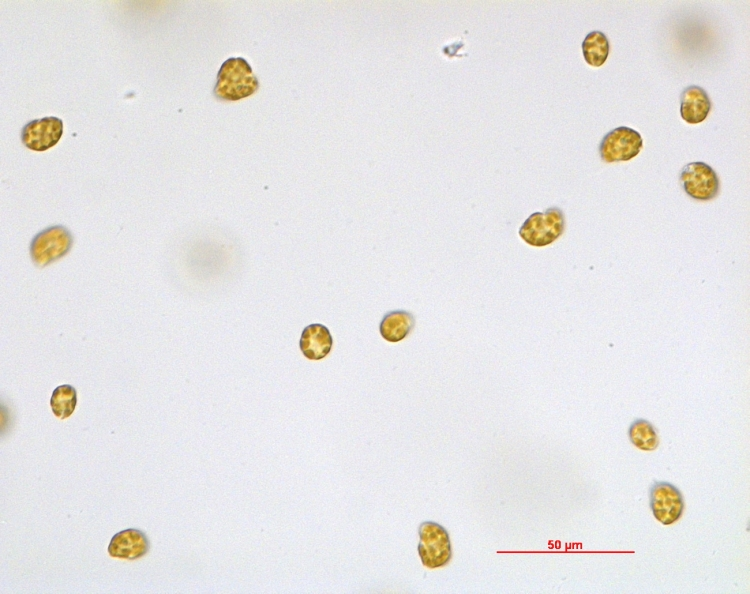
H. akashiwo von der Linie CCMP-452.

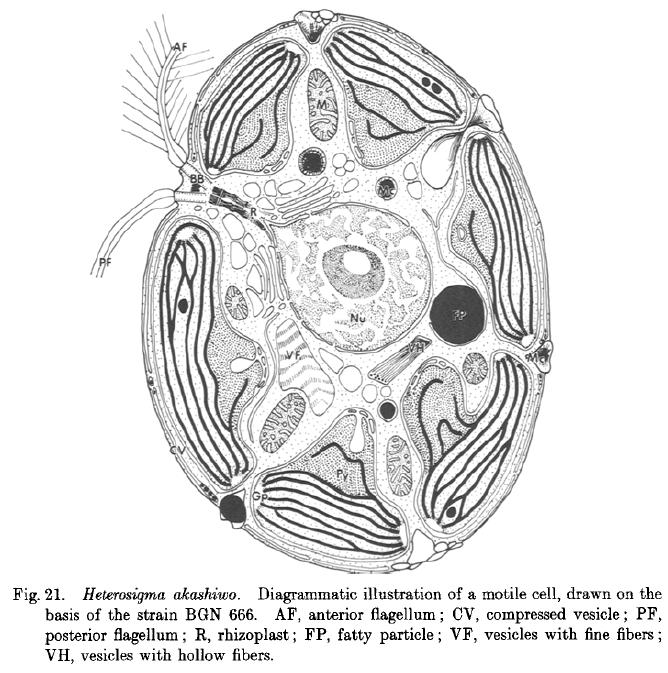
Schemazeichnung von H. akashiwo

Genomkarte der Marnaviridae

Schemazeichnung eines Virions der Familie Marnaviridae, Querschnitt und Seitenansicht.

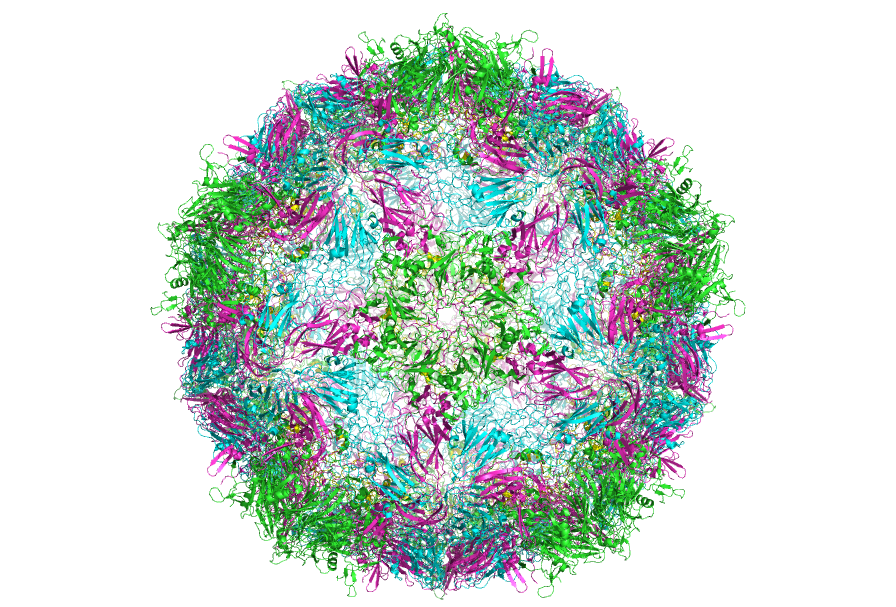
Chaetoceros tenuissimus RNA virus 01, Gattung Bacillarnavirus: Die MCPs sind in Grün, Magenta und Cyan eingefärbt und das mCP in Gelb..

Die Viren der Marnaviridae sind nicht umhüllt und haben ikosaedrische Geometrie mit einer Triangulationszahl T=pseudo3.
Der Durchmesser beträgt etwa 25 nm.
Das Genom ist linear und monopartit (nicht segmentiert), mit einer Länge von ca. 8,6 kb (Kilobasen).
Das Kapsid besteht aus drei Hauptkapsidproteinen (major capsid proteins, MCPs: VP1, VP2, VP3), die jeweils eine Jelly-Roll-Faltung aufweisen, und einem Minor-Capsid-Protein (minor capsid proteins, mCP), das sich auf der Innenseite des Kapsids an den Polen der Fünffach-Achse befindet.

## Reproduktionszyklus
Die Replikation folgt dem üblichen Schema für (+)ssRNA-Viren (en. positive stranded RNA virus replication model).
Die Transkription folgt ebenfalls dem üblichen Schema für (+)ssRNA-Viren (en. positive stranded RNA virus transcription).
Die neu gebildeten Virionen verlassen die Wirtszelle durch tubulusgeführte Virusbewegung (en. tubule-guided viral movement).
Als natürliche Wirte des einzigen gut bekannten Mitglieds HaRNAV der Familie Marnaviridae dient Heterosigma akashiwo (Raphidophyceae). Es wird angenommen, dass auch die anderen Vertreter marines Phytoplankton infizieren.

## Systematik

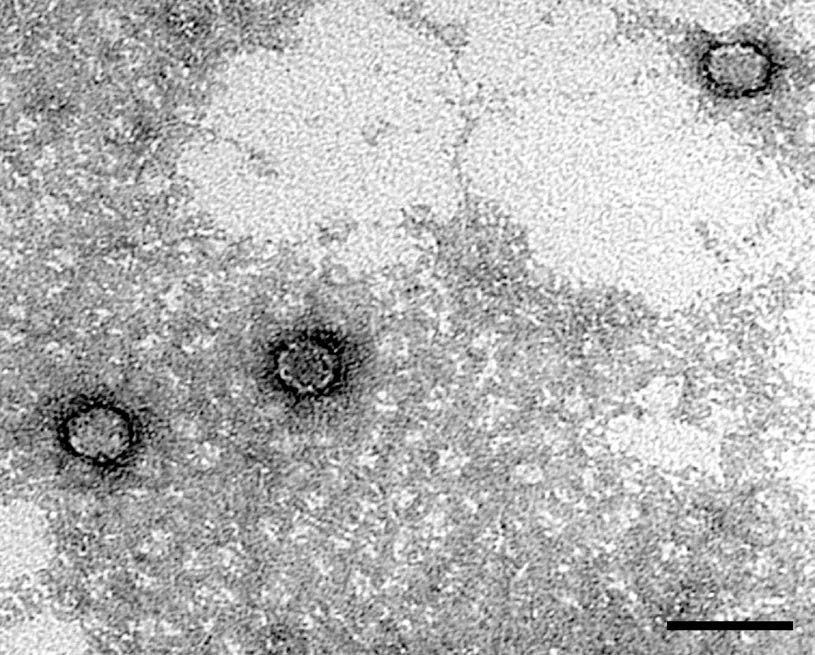
Negativ-Bild vom NitRevRNAV-Partikeln. Balken: 50 nm.

Die Systematik der Marnaviridae ist nach ICTV mit Stand Mai/Juni 2024 wie folgt:
Ordnung Picornavirales
- Familie Marnaviridae
  - Gattung Bacillarnavirus (drei bestätigte Arten)
    - Spezies Chaetoceros socialis forma radians RNA virus 1 mit Chaetoceros socialis f. radians RNA virus 01 (CsfrRNAV01) – Wirtsgattung Chaetoceros
    - Spezies Chaetoceros tenuissimus RNA virus 01 mit Chaetoceros tenuissimus RNA virus 01 (CtenRNAV01) – Wirtsgattung Chaetoceros
    - Spezies Rhizosolenia setigera RNA virus 01 mit Rhizosolenia setigera RNA virus 01 (RsRNAV01) – Wirtsgattung Rhizosolenia
    - Spezies „Cylindrotheca closterium RNA virus“ (CylClostRNAV) – Wirtsgattung: Cylindrotheca (Cylindrotheca closterium)[15]
    - Spezies „Thalassiosira gravida RNA virus“ (TgraRNAV) – Wirtsgattung Thalassiosira (Thalassiosira gravida)[15]
    - Spezies „Nitzschia reversa RNA virus“ (NitRevRNAV) – Wirtsgattung Nitzschia (N. reversa Stamm KT30)[16][17]

  - Gattung Kusarnavirus (eine Art)
    - Spezies Astarnavirus mit Asterionellopsis glacialis RNA virus (AglaRNAV) – Wirtsgattung Asterionellopsis

  - Gattung Labyrnavirus (eine Art)
    - Spezies Aurantiochytrium single-stranded RNA virus 01 mit Aurantiochytrium single-stranded RNA virus 01 (ASSRNAV01) – Wirtsgattung Aurantiochytrium

  - Gattung Locarnavirus (vier Arten)
    - Spezies Jericarnavirus B mit Marine RNA virus JP-B
    - Spezies Sanfarnavirus 1 mit Marine RNA virus SF-1
    - Spezies Sanfarnavirus 2 mit Marine RNA virus SF-2
    - Spezies Sanfarnavirus 3 mit Marine RNA virus SF-3

  - Gattung Marnavirus (eine bestätigte Art, mehrere vorgeschlagene)[18]
    - Spezies Heterosigma akashiwo RNA virus (HaRNAV) mit Isolat SOG263[19][20] – Wirtsspezies Heterosigma akashiwo
    - Spezies „Forsythia suspensa marnavirus“ – Wirtsspezies Hänge-Forsythie
    - Spezies „Kummerowia striata marnavirus“ – Wirtsgattung Kummerowia
    - Spezies „Lactuca sativa marnavirus“ – Wirtsgattung Lactuca
    - Spezies „Lindernia crustacea marnavirus“ – Wirtsgattung Lindernia
    - Spezies „Trichosanthes kirilowii marnavirus“ – Wirtsspezies Trichosanthes kirilowii
    - Spezies „Zehneria japonica marnavirus“ – Wirtsgattung Zehneria

  - Gattung Salisharnavirus (vier Arten)
    - Spezies Britarnavirus 1 mit Marine RNA virus BC-1
    - Spezies Britarnavirus 4 mit Marine RNA virus BC-4
    - Spezies Palmarnavirus 128 mit Marine RNA virus PAL128
    - Spezies Palmarnavirus 473 mit Marine RNA virus PAL473

  - Gattung Sogarnavirus (sechs Arten)
    - Spezies Britarnavirus 2 mit Marine RNA virus BC-2
    - Spezies Britarnavirus 3 mit Marine RNA virus BC-3
    - Spezies Chaetarnavirus 2 mit Chaetoceros species RNA virus 02 (CspRNAV2)
    - Spezies Chaetenuissarnavirus II mit Chaetoceros tenuissimus RNA virus type II (CtenRNAVII)
    - Spezies Jericarnavirus A mit Marine RNA virus JP-A
    - Spezies Palmarnavirus 156 mit Marine RNA virus PAL156